# Франкфорт (Јужна Дакота)
Франкфорт (енгл. Frankfort) град је у америчкој савезној држави Јужна Дакота.

## Демографија
По попису из 2010. године број становника је 149, што је 17 (-10,2%) становника мање него 2000. године.
| Група             | 2000.       | 2010.       |
| Белци             | 164 (98,8%) | 141 (94,6%) |
| Афроамериканци    | 0 (0,0%)    | 0 (0,0%)    |
| Азијати           | 0 (0,0%)    | 0 (0,0%)    |
| Хиспаноамериканци | 1 (0,6%)    | 3 (2,0%)    |
| Укупно            | 166         | 149         |